# Rio Star
A Rio Star é uma roda-gigante de observação situada na Orla Conde (também chamada Boulevard Olímpico), na zona portuária do Rio de Janeiro, Brasil, ao lado do AquaRio. Possui 88 metros de altura, tem 54 cabines e pode transportar até 432 pessoas a cada 20 minutos, que é a média de duração de uma volta completa.[carece de fontes?] De 2019 a novembro de 2022, foi a maior roda-gigante da América Latina; porém, com a conclusão da Roda São Paulo, de 91 metros, localizada na cidade de São Paulo, perdeu o título.
A inauguração ocorreu em 6 de dezembro de 2019 para o público em geral, com ingressos individuais a 59 reais e desconto para moradores da cidade do Rio de Janeiro por 49 reais.
Todas as 54 cabines são climatizadas e oferecem vista de 360 graus, capacidade para até oito passageiros — suportando até 600 quilos — possuem três travas externas e as portas têm abertura suficiente para passagem de uma cadeira de rodas. Além disso, contam com um sistema de rádio para comunicação em casos de emergências.